# 艾里坎木·艾合坦木
艾里坎木·艾合坦木（1922年—），也作艾勒坎木·艾和坦木，男，维吾尔族，新疆伊宁人，中国诗人，中国作家协会理事，新疆文学改革委员会原副主任。